# Polin Belisle
Apolinario „Polin“ Belisle Gómez (* 2. Juli 1966 in Honduras) ist ein ehemaliger belizischer Marathonläufer. Er vertrat Belize bei den Olympischen Spielen 1988 und Honduras bei den Olympischen Spielen 1992.

## Leben
Polin Belisle wurde in Honduras geboren und wuchs in Belize auf. Nachdem Belisles Eltern 1970 geschieden wurden, zog seine Mutter nach Los Angeles; Belisle selbst zog 1975 nach Cerritos, Kalifornien. 1989 erhielt Belisle die US-amerikanische Staatsbürgerschaft. Er studierte an der Burbank High School. Er ist verheiratet mit Mary-Ann Belisle.

## Sport
Belisle erreichte beim Long Beach Marathon 1988 eine Zeit von 2:36:18 h und wurde 20., obwohl später Gerüchte aufkamen er habe abgekürzt. Dennoch wurde er ausgewählt, Belize beim Marathon der Olympischen Sommerspiele 1988 zu vertreten, wo er mit einer Zeit von 3:14:02 h den 98. und letzten Platz belegte.
Im April 1990 errang Belisle den nationalen Rekord für Belize im Halbmarathon mit 1:13:30 h im Belize-City-Marathon. Sein Rekord bestand bis 2006, als Ron Hyde eine bessere Zeit erzielte. 1991 wurde Belisle beim Long Beach Marathon 1991 disqualifiziert, nachdem er in der Videoüberwachung nicht im Mittelstück des Laufs zu sehen war; er war ursprünglich Fünfter gewesen. Belisle wurde aus denselben Gründen ebenfalls beim Los Angeles Marathon 1992 disqualifiziert (ursprünglich: 20.).
Vor den Olympischen Spielen 1992 in Barcelona bewarb sich Belisle für die Mannschaft von Honduras unter dem Namen „Apolineria Belisle Gomez“. Belisle erklärte dem Comité Olímpico Hondureño, er sei in Honduras geboren und mit sechs Jahren in die USA gezogen. Er verschwieg jedoch, dass er einen Teil seiner Kindheit in Belize verbracht und bei den Olympischen Spielen 1988 für Belize angetreten war. Da Belisle bei den Olympischen Spielen 1988 für Belize angetreten war, hätte er für die Teilnahme die Genehmigung des Olympischen Komitees von Belize benötigt. Belisle erwähnte auch seinen Los-Angeles-Marathon, den er schneller gelaufen war als je ein honduranischer Athlet zuvor, und bot sogar an, seine Reisekosten zu den Spielen selbst zu übernehmen. Am 15. Juli schwor Belisle der Olympiamannschaft von Honduras seinen Eid und wurde für die Olympischen Spiele 1992 über 5000 m und 10.000 m sowie für den Marathon gemeldet. Am 29. Juli wurde Belisle vom Olympiateam von Belize entdeckt, das daraufhin  den Präsidenten des Olympischen Komitees von Belize Ned Pitts informierte. Nachdem Belisle dem Olympischen Komitee von Honduras gemeldet worden war, wurde er aus dem Team entfernt und aus dem Olympischen Dorf geworfen, obwohl er seinen Ausweis und seine Startnummer behielt. Infolgedessen konnte Belisle noch am Marathonrennen teilnehmen und lief die erste Meile mit den Führenden, bevor er zurückfiel. Er beendete das Rennen nicht. Er gilt als der erste nicht autorisierte Läufer seit 1984, als Margaret de Jesús anstelle ihrer Schwester Madeline an einem Qualifikationslauf des 4 × 400-Meter-Rennens teilnahm.
Später im Jahr gewann Belisle den Dam Tough Run um den Lake Isabella. Das Rennen war 62,1 km  lang, und Belisle war zuvor noch nie weiter als eine Marathondistanz gelaufen. Während des Rennens wurde Belisle ausgebuht, und nach dem Rennen war umstritten, ob er die gesamte Renndistanz gelaufen war. Er hatte alle 19 Kontrollpunkte der Strecke passiert, obwohl behauptet wurde, er habe viele der Wasserstellen nicht passiert.